# Grand Prix automobile d'Espagne 1927

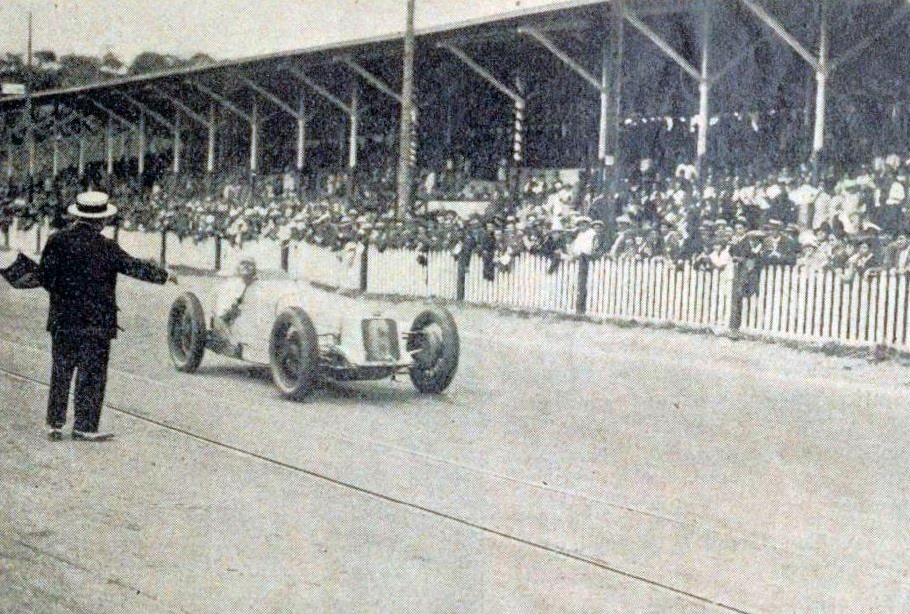
Robert Benoist, vainqueur du Grand Prix d'Espagne 1927 sur Delage 155B 1.5L.

Le Grand Prix automobile d'Espagne 1927 est un Grand Prix qui s'est tenu sur le circuit de Lasarte le 31 juillet 1927.

## Classement de la course
| Pos. | no | Pilote                      | Châssis               | Tours | Temps/Abandon   |
| ---- | -- | --------------------------- | --------------------- | ----- | --------------- |
| 1    | 6  | Robert Benoist              | Delage 155B           | 40    | 5 h 20 min 45 s |
| 2    | 9  | Caberto Conelli             | Bugatti Type 39A      | 40    | + 2 min 17 s    |
| 3    | 10 | Edmond Bourlier             | Delage 155B           | 40    | + 7 min 25 s    |
| Abd. | 12 | André Dubonnet Louis Chiron | Bugatti Type 39A      | 36    | Mécanique       |
| Abd. | 4  | Emilio Materassi            | Bugatti Type 39A      | 31    | Accident        |
| Abd. | 14 | André Morel                 | Delage 155B           | 15    | Mécanique       |
| Abd. | 11 | Joaquín Palacio             | Maserati 26 (8C-1500) | 5     | Moteur          |

- Légende: Abd.=Abandon.

## Pole position et record du tour
- Pole position : ?
- Record du tour :  Robert Benoist (Delage) en 7 min 33 s.